# Deng Xiaoping-teori
Deng Xiaoping-teori (邓小平理论) eller socialism med kinesiska särdrag kallas den kinesiska formen av kapitalistisk marknadsekonomi. Teorin förkastar inte marxism–leninism eller Mao Zedong-tanke, utan påstås istället vara en anpassning av dem till de existerande socioekonomiska förhållandena i Kina.
Namnet kommer från den före detta kinesiska ledaren Deng Xiaoping som införde denna modell efter att han fick makten 1978. Socialism med kinesiska särdrag ses som en nationalekonomisk term; Deng Xiaoping-teori betraktas mer som en ideologisk, politisk term.

## Teorin
Enligt teorin befinner sig Kina sedan 1949 fortfarande i "det första stadiet av socialism" enligt Marxs historieteori. Detta är ett övergångsstadium mellan bourgeois kapitalism och fullständig kommunism. Det är därför inte ideologiskt fel att exempelvis återinföra ett mot västvärlden öppet marknadsekonomiskt system om ett sådant gynnar ekonomisk utveckling och därigenom framåtskridandet mot det slutliga historiska stadiet kommunism. Även i Sovjetunionens tidiga historia gjordes experiment med marknadsekonomi (1920-talets NEP - Ny ekonomisk politik).
Dengs ekonomiska politik kännetecknades av en pragmatisk reformpolitik som han förklarade med ett gammalt talesätt från födelseprovinsen Sichuan; ”det spelar ingen roll om katten är svart eller vit, så länge den fångar möss”. Ett annat citat från Deng Xiaopings som tydligt visar på avståndstagande från Mao är: ”det är ärorikt att bli rik”.
Deng Xiaopings reformpolitik, och partiets roll som representant för folket har utvecklats i Jiang Zemins tanke om "De tre representationerna".